# Тверской экскаватор
Закрытое акционерное общество «Тверской экскаватор» — предприятие компании «UMG СДМ», специализируется на выпуске колёсных и гусеничных экскаваторов, а также вилочных погрузчиков. Расположен в городе Тверь, Россия.

## История производства

### Довоенный и военный период
Официальная дата создания завода — октябрь 1943 года. Но началась его история раньше: в 1938 году народный комиссариат по строительству принял решение о возведении в городе Калинине завода по ремонту экскаваторов. В 1939 году начались земляные работы: закладывались фундаменты будущих цехов, прокладывался водопровод. В 1940—1941 годах началось строительство первых цехов: деревообделочного, кузнечно-инструментального, сборочного, ремонтного, механического № 1 и сталелитейного.
С началом Великой Отечественной войны строительство завода было прервано и законсервировано — до января 1943 года. Тогда Государственный Комитет Обороны дал распоряжение Наркомстрою СССР: продолжить прерванные войной работы по возведению машиностроительных предприятий, в том числе и Калининского экскаваторного завода, тогда называвшегося КРМЗ и входившего в систему Наркомстроя.
В январе 1943 года создаётся дирекция строящегося предприятия. Первым директором КРМЗ был назначен Василий Дмитриевич Решетько.
Первое оборудование передано безвозмездно с баланса Центростроймеханизации и от завода Главстроймеханизации (г. Саратов). В октябре 1943 года завод выдал первую продукцию и уже числился в числе действующих предприятий. Площадь его промышленных помещений — 250 квадратных метров, станков — 5, рабочих — 46. Помещений не хватало, люди работали под открытым небом и в армейских палатках.
Первой продукцией завода были товары народного потребления: грабли и ведра. Завод осуществлял монтажные работы, ремонт станков. Рабочий день в годы войны длился с 8 утра до 7 вечера. С 8 до 10 утра все заводские рабочие работали на выгрузке дров и торфа с барж, а затем выполняли свои основные обязанности.
В 1945 году заводу впервые установили план на год по пильным валам, ключам «Бако», мачтовым подъёмникам, запасным частям для строительных механизмов. В этом году были изготовлены и первые опытные узлы к экскаваторам. Введены в эксплуатацию механический, ремонтно-механический и сборочный цеха, начали работать кузнечный, инструментальный, деревообделочный.

### Послевоенные годы
В 1946 году Московское отделение «Промстройпроект» разрабатывает проектное задание на реконструкцию КРМЗ под выпуск экскаваторов на гусеничном ходу. Кроме того, завод должен был по прежнему выпускать пильные валы и многоэтажные подъёмники. На предприятии работали уже 392 человека. 14 декабря 1946 года Минстройдормаш утверждает проектное задание на реконструкцию завода: под выпуск в год 120 экскаваторов на гусеничном ходу типа «Д-107» с ёмкостью ковша 0,5 кубометра.
В феврале 1947 года получает назначение новый руководитель — Петр Потапович Долбанов, который руководил предприятием до 1970 года. За это время завод не только приобрёл профиль, но и славу одного из крупных промышленных предприятий страны.
В 1946—1948 годах на заводе изготавливались узлы и запасные части для экскаваторов по кооперации с Ленинградским, Костромским и Дмитровским экскаваторными заводами. Развивалась кооперация по поставке металлоконструкций и деталей с механообработкой для Костромского, Киевского, Ташкентского, Дмитровского и Ленинградского заводов.
В 1948 году КРМЗ «Экскаватор» переименован в Калининский экскаваторный завод Министерства Строительного и дорожного машиностроения (КЭЗ). Введён в эксплуатацию механосборочный цех площадью 5362 м².
В начале декабря 1949 года изготовлен опытный образец универсального экскаватора на пневмоколёсном ходу с канатной подвеской стрелы Э-255, серийный выпуск которых начался в октябре 1950 года. Э-255 имел ковш ёмкостью 0,25 м³., наибольшую скорость передвижения −12,1 км/час, вес — 12 тонн, производительность 60 м³. в час. Он был первым в стране экскаватором на пневмоколёсном ходу, отличавшимся от своих гусеничных собратьев высокими скоростями передвижения и производительностью. К концу года было выпущено 26 экскаваторов. Через три года завод впервые отгрузил 34 экскаватора на экспорт, в основном в социалистические страны.
В 1951 году изготовлено 153 экскаватора. Освоено серийное производство решётчатых стрел, ковшей грейферов и драглайнов. Завод приступил к реконструкции инструментального цеха с термоотделением. Численность работающих составила на конец года 1181 человек.
В 1953 году изготовлен опытный образец модернизированного экскаватора Э-253 с ковшом 0,35 м³. Внедряются новые формы организации производства — предметно-замкнутые поточные линии. Улучшаются условия труда: завод полностью переведён на отопление горячей водой, в цехах открыты санузлы. Построен и сдан в эксплуатацию детский сад на 75 мест, введено в эксплуатацию 1100 м² жилья. В октябре 1954 года выпущен 1000-й экскаватор Э-255. Утверждено проектное задание на реконструкцию завода в расчёте на выпуск 2000 штук экскаваторов в год.
В 1957 году завод полностью перешёл на выпуск экскаваторов новой модели Э-302 на базе широкой кооперации и специализации с Ленинградским экскаваторным заводом. За год выпущено 600 экскаваторов.
В 1958 году заводом спроектирован, изготовлен, испытан и подготовлен к серийному выпуску экскаватор Э-305 — на автомобильном ходу. Серийно он стал выпускаться с 1959 года.
В 1959 году проведены заводские испытания опытного образца экскаватора Э-304 на уширенном гусеничном ходу, он пошёл в серию с 1960 года.

### 1960-е годы
В феврале 1960 года на основании распоряжения СНХ Калининского экономического административного района соседний машиностроительный завод объединился с экскаваторным заводом с передачей ему производства мотовозов МД-54-4 и запчастей к ним.
1961 год. Прошли заводские и государственные испытания опытных образцов новых экскаваторов на пневмоколёсном ходу модели Э-402 и гусеничном ходу Э-403.
В 1962 году экскаватор Э-304 был единственным серийным тяжелым экскаватором.
В 1963 году сдан в эксплуатацию пионерский лагерь на 160 мест.
В 1965 году проведена серьёзная работа по модернизации и запуску в серию экскаваторов Э-302А, Э-304А, Э-305А, по испытанию в условиях Крайнего Севера экскаватора Э-4022С. В марте 1967 года вышел в свет первый номер заводской газеты «За коммунизм». В 1968 году Разработаны рабочие чертежи и изготовлена первая промышленная партия экскаваторов в северном исполнении Э-302БС.
В 1969 году вышла новая модель экскаватора ЭО-3322, как модернизация модели Э-302А. Изготовлен опытный образец экскаватора-планировщика с телескопической стрелой с гидравлическим приводом на пневмоколёсном ходу. Все перечисленные модели выпускались параллельно на Ленинградском и Калининском ЭЗ.

### 1970-е годы
Новый этап в развитии КЭЗа начался в 70-е годы: он связан с созданием гидравлических экскаваторов и форсированием темпов первой реконструкции завода.
В 1970 году директором назначен Павел Борисович Панкратов. В этом же году организован выпуск экскаватора ЭО-3322 параллельно с Ленинградским ЭЗ, а также проведены приёмочные испытания опытного образца экскаватора-планировщика ЭО-3322. Его основные параметры: ковш ёмкостью 0,4 м³, телескопическая стрела, гидравлический привод, пневмоколёсный ход.
В кратчайшие сроки в 1971 году строительством блока вспомогательных цехов закончилось проведение первой реконструкции завода. Реконструкция позволила увеличить и объёмы выпуска экскаваторов с 851 до 2300 единиц в год. Начат серийный выпуск гидравлических экскаваторов. Большая работа проведена по созданию и освоению производства новых моделей, совершенствованию конструкций и повышению экономических показателей серийно выпускаемых машин. Конструкторским отделом разработан проект экскаватора ЭО-3521, выпущены установочные серии экскаватора ЭО-3322 с ёмкостями ковша 0,5 и 0,4 м³. Изготовлен опытный образец модернизированного экскаватора ЭО-302Б. Освоены новые техпроцессы по сталелитейному, чугунолитейному и кузнечно-термическому цехам, а также участку гальванопокрытий.

### 1980-е годы
В 1981 году завод был занесён в «Летопись трудовой славы». Экскаваторы с гидравлическим приводом становятся основной серией и визитной карточкой завода на многие годы. В десятки стран мира экспортировалась техника с маркой «КЭЗ» — Калининский экскаваторный завод.
В 1982 году была создана новая модель экскаватора ЭО-3323. Данная модель отличалась от модели ЭО-3322 двигателем ММЗ Д-240 мощностью 80 л. с., изменённой конструкцией рабочего оборудования, упрощенной системой управления, наличием бульдозерного отвала в передней части, передним и задним мостами с планетарными редукторами. Также в отличие от ЭО-3322, где двигатель располагался поперечно в задней части, на ЭО-3323 двигатель уже расположен продольно с правой стороны (подобно комбайновой схеме). Благодаря этому машина получилась весьма практичной и впоследствии стала самой массовой в СССР, России, а также пользовалась популярностью за рубежом.

### 1990-е годы
В 1991 году завод осваивает собственное производство мостов, отказываясь от дорогостоящих закупок в Польше. В августе 1992 года на конференции трудового коллектива было принято решение о преобразовании арендного предприятия «ТЭЗ» в акционерное общество «ТЭЗ». Это стало ключевым моментом в приватизации имущества завода коллективом работников. Переходный период до полного выкупа предприятия составил примерно год.
В 1993 году вышел обновленный экскаватор ЭО-3323А, на который установили новый двигатель ММЗ Д-243 мощностью 83 л. с., усиленное рабочее оборудование, несколько обновлён дизайн. Всего в 1993 году было изготовлено 4 тысячи экскаваторов разных моделей — рекордное количество.
Продолжается разрыв внешнеэкономических связей. Поэтому перед коллективом ставится задача освоения собственного производства гидравлики: гидроцилиндров, гидрораспределителей, гидрозамков. В маркетинге ставка сделана на расширение гаммы техники, разработку новых моделей.
Середина девяностых годов для завода была крайне сложной, как и для промышленности всей страны. Успешно преодолеть это период во многом помогли экспортные контракты предприятия.
В 1996 году началось производство новой линейки экскаваторов, обладающих по сравнению с предыдущими моделями высокими техническими и эксплуатационными показателями. Первенцем этой линейки стал экскаватор ЕК-18.
В 1997 году вышла машина меньшей производительности ЕК-14.

### Современная история
В 2000 году был выпущен экскаватор ЕК-12.
15 августа 2000 года организовано ОАО «Тверской экскаватор».
В 2001 году завод вошёл в состав холдинга «РусПромАвто». В том же году модель ЭО-3323А полностью снята с производства.
С 29 апреля 2020 года ЗАО «Тверской экскаватор» входит в Управляющую компанию «ОМГ Строительно-дорожные машины».

## Деятельность

### Основные виды деятельности
- разработка, производство и реализация широкого спектра гидравлических пневмоколёсных и гусеничных экскаваторов, как для гражданского использования, так и для МЧС и министерства обороны; производство машинокомплектов гусеничных и колёсных экскаваторов для организации сборки машин в республике Беларусь; разработка и производство вилочных погрузчиков
- разработка, производство и реализация сменных видов рабочего оборудования;
- производство и реализация запасных частей;
- гарантийное и сервисное техническое обслуживание выпускаемой продукции;
- оказание платных услуг населению;
- инвестиционная деятельность;
- внешнеэкономическая деятельность;
- иные виды деятельности, не запрещённые действующим законодательством.

В 2009 году ОАО «ТВЭКС» действовал на двух сегментах рынка:
- Сегмент гидравлических экскаваторов.
- Сегмент сменного рабочего оборудования.

## Продукция
Основным видом продукции, выпускаемым на ОАО «ТВЭКС» являются гидравлические одноковшовые экскаваторы на пневмоколёсном и гусеничном ходу. ОАО «ТВЭКС» в 2009 году предлагал на рынке 12 моделей различной техники и 120 их модификации:
- колёсные экскаваторы 2-й и 3-й и 4-й размерной группы ЕК-8, ЕК-12, ЕК-14, ЕК-18, ЕК-20 с объёмом ковша от 0,32 до 1 м³;
- гусеничные экскаваторы ЕТ-14, ЕТ-16, ЕТ-18, ЕТ-25 и ЕТ-26 с объёмом ковша от 0,8 до 1,25 м³;
- вилочные погрузчики грузоподъёмностью 5 и 7 тонн;
- модификации погрузочного экскаватора ЕК-18-45, оснащённого увеличенным опорным контуром, поднимающейся кабиной (подъемный механизм параллелограмного типа) и скраповым рабочим оборудованием с пятичелюстным погрузочным грейфером;
- специальные машины: экскаватор на автомобильных шасси КамАЗ, Урал.

Для расширения возможностей техники, в качестве сменных рабочих органов экскаваторов вместо стандартного ковша обратной лопаты заводом производятся и могут быть использованы: гидромолот МГ-300, профильные ковши и ковши меньшего объёма, зуб-рыхлитель, грейфера копающие и погрузочные, гидроножницы, бетонолом и т. д.

### Комплектация выпускаемой техники
В качестве силового агрегата на технике завода используются двигатели Минского моторного завода экологических норм Евро-1, -2 и двигатели с нормой экологичности Tier ll фирмы Perkins, возможна установка двигателей Deutz AG. Гидронасосы и г/моторы — фирмы Bosch-Rexroth и завода ОАО «Пневмостроймашина» г. Екатеринбург; гидрораспределитель, пневмогидроаккумулятор, гидроцилиндры, центральный коллектор, механизм поворота, КПП, мосты используются собственного производства. Блоки сервоуправления — собственного изготовления и производства завода ОАО «Пневмостроймашина» г. Екатеринбург.
В 2009 году 80 % машин в общем объёме производства комплектовались отечественной гидравликой (ПСМ) и двигателями Минского моторного завода; 12 % машин комплектовались импортной гидравликой и двигателями Минского моторного завода; 8 % машин комплектовались гидравликой Бош-Рексрот и двигателями Perkins.
В 2009 г. были выпущены новые модификации экскаваторов, а именно: экскаватор ЕК-14-60-60 (экскаватор с двигателем Perkins, рабочее давление 32МПа, гидравликой Бош-Рексрот собранной по гидросхеме LUDV), EK-20 (экскаватор с двигателем ЯМЗ-236Г или ЯМЗ-236Д, трансмиссия ZF), ET-25 (экскаватор с двигателем ЯМЗ-236Г-5 и гусеничной тележкой от ЕТ-18), ЕТ-26 (экскаватор с двигателем ЯМЗ-236М2).
Сборка гусеничных экскаваторов 4 размерной группы ЕТ-26 с объёмом ковша до 1,25 м³ с 4-го квартала 2009 года переведена с ООО «ЭЗ „Ковровец“» на ОАО «ТВЭКС». ОАО «ТВЭКС» для сборки в республике Беларусь осуществляет производство машинокомплектов, которые состоят из поворотной платформы, кабины, ОПРУ и рабочего оборудования (рукоять с ковшом, стрела, гидроцилиндры подъёма). Предприятия «Святовит» и Диапал осуществляли сборку экскаваторов.
В рамках совместных работ с предприятием ООО ЭЗ «Ковровец», для удовлетворения спроса потребителя и с целью расширения модельного ряда разработаны новые модели гусеничных экскаваторов массой 27, 30 и 40 тонн, где объём ковша, доведён до 2 м³.

## Достижения и награды
В 1961 году коллектив завода за успешную работу был занесён в Книгу Трудовой Славы области.
В 1962 году завод награждён Дипломом 1 степени ВДНХ СССР за создание и серийное производство экскаватора Э-304.
В 1974 году за создание и освоение серийного производства гидравлических экскаваторов ЭО-3322А и ЭО-3322Б завод награждён Дипломом ВДНХ второй степени.
В 1978 году модели ЭО-3322 присвоен Государственный знак качества.
В 1981 году завод был занесён в «Летопись трудовой славы» и с этого года экскаваторы с гидравлическим приводом стали основной серией и визитной карточкой завода на многие годы.
В марте 1981 года был выпущен 50000-й экскаватор, а завод за оснащение народного хозяйства страны высокопроизводительной техникой награждён орденом Трудового Красного Знамени.
В 1986 году экскаватору модели ЭО-3323 присвоен Государственный знак качества.
В 1993 году было изготовлено 4 тысячи экскаваторов — рекордное количество.